# (35530) 1998 FE70
1998 FE70 (asteroide 35530) é um asteroide da cintura principal. Possui uma excentricidade de 0.04650840 e uma inclinação de 14.96446º.
Este asteroide foi descoberto no dia 20 de março de 1998 por LINEAR em Socorro.